# Dona Emma
Dona Emma é um município brasileiro do estado de Santa Catarina. Localiza-se a uma latitude 26º59'11" sul e a uma longitude 49º43'26" oeste, estando a uma altitude de 383 metros. Fundado pela Lei Estadual nº 826 em 17 de maio de 1962 e instalado segundo Decreto Estadual nº 1586 em 15 de junho de 1962 sendo desmembrado do município de Presidente Getúlio. Os municípios limítrofes são José Boiteux, Presidente Getúlio, Rio do Oeste, Taió e Witmarsum. Teve como principais etnias na colonização os alemães, italianos, poloneses e açorianos.

## História
Em 1919 iniciou-se a colonização da região onde hoje se localiza o município de Dona Emma, quando uma equipe de medição de terras, da Sociedade Colonizadora Hanseática alcançou um dos afluentes da margem direita do Rio Krauel, ainda sem denominação. Os componentes da equipe prestaram, então, uma homenagem à esposa do Diretor da Sociedade Colonizadora Hanseática, José Deeke, denominando-o de "Rio Dona Emma", nome este que foi estendido a toda região banhada por este rio e seus afluentes.
Neste mesmo ano foram adquiridos os primeiros lotes de terras, pelas famílias Albert Koglin, Andreas Schwarz, Alfons Ax, Richard Lindner e outros, dando início a vinda de um grande número de imigrantes alemães ou filhos de alemães imigrantes das antigas colônias de Blumenau, Indaial e Timbó, imigrantes teuto-russos e imigrantes italianos.
Formaram-se pequenos núcleos em torno do comércio, escola e igreja da época, dando origem a um pequeno povoado no lugar onde se localiza a atual cidade de Dona Emma, que teve como sua primeira denominação oficial o nome de "Vila Konder" , mas Helene Paffrath Preis relata que o primeiro nome do lugar era Boa Vista, e depois recebeu o nome de Donna Emma. Ela também relata sobre a primeira pessoa sepultada, Frau Gries, vitima de acidente. Estava levando comida para seu filho, que abria uma nova área na mata próximo ao rancho dos imigrantes, e viu que a árvore estava balançando para cair, então, por prudencia, afastou-se, mas na queda, a árvore acabou batendo em outra e um dos galhos voou em alta velocidade, atingindo-a fatalmente, sendo sepultada ali no meio da mata. O filho dela, Herr Gries, que já estava noivo, deixou o lugar e casou-se com uma moça alemã, que residia próximo ao moinho local. Assim ocorreu o primeiro sepultamento e casamento no lugar que atualmente se chama Dona Emma
Em 26 de Janeiro de 1934, pelo Decreto Estadual nº 470, o povoado de Dona Emma foi elevado à categoria de Distrito com o nome de Gustavo Richard, em homenagem ao Ex-Governador de Santa Catarina. Contudo, prevaleceu entre o povo a denominação original de "Dona Emma", quando em 17 de Maio de 1962, através da Lei Estadual nº 826, foi criado o Município, passando a denominar-se pela vontade popular, com o nome de "DONA EMMA".
O Município de Dona Emma, foi instalado em 15 de junho de 1962, através do Decreto SJ 7 de junho de 1962/1586, sendo nomeado Prefeito provisório Aléssio Gadotti, do PSD. Em seguida houve eleição e o primeiro prefeito eleito pelo voto popular foi o senhor Erich Kuehl que tomou posse no dia 15 de junho de 1962 e governou até dia 31 de janeiro de 1963.
Adotando-se o nome de Dona Emma, homenageou-se uma pessoa altamente benemérita. Emma Maria, nasceu em Blumenau a 7 de julho de 1885. Era filha de Carlos Rischbieter e Hedwiges Clasen.
A 29 de agosto de 1904, quando tinha 19 anos, casou-se com o agrimensor José Deeke, funcionário da "Sociedade Colonizadora Hanseática" com sede em Hamônia (atual cidade de Ibirama) , onde o Jovem casal estabeleceu residência. 
Junto ao esposo e aos cinco filhos, dona Emma exerceu verdadeiro apostolado no lar e na sociedade esmerando-se em transmitir as virtudes e valores que trouxera da casa paterna. Participava com dedicação das atividades benemerentes em favor de hospitais, escolas, igrejas, associações culturais e esportivas.
Emma Maria Rischbieter Deeke, viúva desde 1931, faleceu em Blumenau dia 10 de abril de 1950.